# Rat für französischsprachige Angelegenheiten des zweisprachigen Amtsbezirks Biel
Der Rat für französischsprachige Angelegenheiten des zweisprachigen Amtsbezirks Biel bzw. französisch Conseil des affaires francophones du district bilingue de Bienne (CAF) ist eine Institution mit beratender Funktion für die zweisprachigen Gemeinden Biel/Bienne und Leubringen/Evilard im Kanton Bern. Er wurde 2006 durch den Grossen Rat des Kantons Bern geschaffen und vertritt die Interessen der französischsprachigen Bevölkerung auf dem Gebiet des früheren Amtsbezirks Biel.
Der CAF besteht aus 15 Mitgliedern, die für vier Jahre gewählt werden. 13 davon stammen aus Biel (gewählt vom Stadtrat) und zwei aus Leubringen (gewählt von der Gemeindeversammlung). Mindestens zehn der Mitglieder müssen französischsprachig sein. Er ist zuständig für die Koordination des Schulsystems mit dem Berner Jura und den anderen Kantonen der Romandie, vertritt die Interessen der frankophonen Bevölkerung beim Kanton und entscheidet über die Verteilung von Subventionen für französischsprachige Kulturschaffende. Der CAF arbeitet ausserdem mit dem Conseil du Jura bernois zusammen, dem Regionalparlament des Berner Juras. Rechtliche Grundlage ist wie beim Conseil du Jura bernois das Loi sur le statut particulier vom 14. September 2004.